# Ville Mattila
Herman Vilhelm „Ville“ Mattila (* 9. März 1903 in Haapavesi; † 11. Juli 1987 in Haapavesi) war ein finnischer Skilangläufer und Militärpatrouillenläufer.

## Werdegang
Mattila gewann bei den Olympischen Winterspielen 1924 in Chamonix zusammen mit August Eskelinen, Heikki Hirvonen und Väinö Bremer die Silbermedaille beim Militärpatrouillenlauf. Im Jahr 1927 wurde er bei den Lahti Ski Games Dritter über 30 km. Im folgenden Jahr errang er bei den Olympischen Winterspielen in St. Moritz den zehnten Platz über 18 km und belegte bei den Lahti Ski Games den vierten Platz über 50 km.